# 第一米科拉伊夫卡 (洛佐瓦区)
48°47′51″N 36°39′4″E / 48.79750°N 36.65111°E
第一米科拉伊夫卡（烏克蘭語：Миколаївка Перша）是位於烏克蘭東部的村莊，由哈爾科夫州洛佐瓦區的布利茲紐基市鎮負責管轄。該村始建於1830年，面積0.66平方公里，海拔高度134米，2001年人口142，人口密度每平方公里215.2人。